# Cressonia preclara
Cressonia preclara är en stekelart som beskrevs av Dasch 1992. Cressonia preclara ingår i släktet Cressonia och familjen brokparasitsteklar. Inga underarter finns listade i Catalogue of Life.